# Productschap
Een productschap was een Nederlandse publiekrechtelijke organisatie van de bedrijven die eenzelfde grondstof in opeenvolgende stadia bewerken; bedrijven derhalve in dezelfde zogeheten 'productiekolom'. Een productschap had publiekrechtelijke status en daarmee doorgaans ook de bevoegdheid om belastingen te heffen en bepaalde regels vast te stellen, maar tegelijkertijd fungeerde het ook als belangenorganisatie voor bedrijven in de branche en als adviesorgaan voor de overheid.
De term productschap wordt hoofdzakelijk gebruikt in de branches die werken met landbouwproducten. In gevallen, waarbij het bedrijf tot een segment in meerdere productiekolommen behoort, sprak men van een bedrijfschap.
In het regeerakkoord 2012 van de VVD en PvdA werd vastgelegd dat de product- en bedrijfschappen per eind 2014 opgeheven zouden worden en dat de heffing werd afgeschaft. Enkele publiekrechtelijke taken van de agrarische productschappen, zoals de uitvoering van Europese landbouwsubsidies in het kader van het Gemeenschappelijk landbouwbeleid (GLB), worden sinds 1 januari 2014 uitgevoerd door de Rijksdienst voor Ondernemend Nederland. Per 1 januari 2015 zijn alle product- en bedrijfschappen bij wet opgeheven.

## Lijst van productschappen
Productschappen die eind 2014 nog actief waren. Met ingang van 1 januari 2015 zijn alle product- en bedrijfschappen opgeheven.
- Hoofdproductschap Akkerbouw
- Productschap Akkerbouw
- Productschap Diervoeder
- Productschap Dranken
- Productschap Margarine, Vetten en Oliën
- Productschap voor Pluimvee en Eieren
- Productschap Tuinbouw
- Productschap voor Vee en Vlees
- Productschap Vis
- Productschap Wijn
- Productschap voor Zuivel

Eerder opgeheven productschappen waren:
- Productschap voor Aardappelen, 1954-1997
- Productschap voor Bier, 1956-2002
- Productschap voor Gedistilleerde Dranken, 1956-2002
- Productschap voor Groenten en Fruit, 1956-1997
- Productschap voor Landbouwzaaizaden, 1956-1993
- Productschap voor Siergewassen, 1956-1997
- Produktschap voor Veevoeder, 1956-1996
- Productschap voor Tuinbouwzaden, 1956-1968
- Productschap Granen, Zaden en Peulvruchten, 1956-2008

## Activiteiten
De voornaamste activiteiten van productschappen waren:
- Meepraten over regelgeving in Den Haag of Brussel.
- Financieren van onderzoek.
- Reclamespotjes als "Breek de dag, tik een eitje", "Kip, het meest veelzijdige stukje vlees" of "Bloemen houden van mensen".
- Publiekrechtelijke taken uitvoeren zoals het innen van heffingen voor de financiering van onderzoek e.d.
- Het sectorbreed invoeren van bedrijfsefficiency-verhogende werkwijzen.
- Meewerken aan richtlijnen ter verbetering van de kwaliteit en kwantiteit van de productie.
- Het beheren van hygiënecodes.
- Het in werking zetten van certificering.

## Financiering
Net als bij de verwante Kamer van Koophandel werden de productschappen gefinancierd door verplichte heffingen op bedrijven. Volgens HP/De Tijd (16 september 2005) incasseerden de bedrijfs- en productschappen (publiekrechtelijke bedrijfsorganisaties (PBO)) per jaar zo'n € 360 miljoen aan heffingen. In 2010 bedroegen de totale uitgaven van de 17 schappen circa € 216 miljoen. Deze uitgaven werden voor ongeveer 70% door de verplichte heffingen gedekt. In 2010 bedroeg het totaal aan heffingen € 149 miljoen, een kostenpost van € 445 per bedrijf.

## Inperken taken
Er bestond al enige tijd kritiek op de schappen. Bedrijven klaagden over de hoge verplichte bijdrage en de PBO’s zouden ondemocratisch zijn ondanks de vertegenwoordigers van werkgevers en werknemers in het bestuur van de schappen.

In oktober 2011 maakte minister Henk Kamp van Sociale Zaken en Werkgelegenheid, namens het kabinet-Rutte I, zijn plannen bekend met betrekking tot de PBO’s. Het kabinet wilde dat deze in de toekomst alleen nog taken uit zouden voeren met een publiek belang. Dit betekende het einde van andere taken zoals productpromotie, opleiding en onderzoek. Als resultaat van de plannen verdwenen 450 van de 750 arbeidsplaatsen bij PBO’s. Het budget zou ook omlaag gaan van € 250 miljoen naar € 60 miljoen per jaar als het kabinet dit beleid goedgekeurd kreeg. Omdat de meeste PBO’s actief zijn in de land- en tuinbouw werden ze overgeheveld van Ministerie van Sociale Zaken en Werkgelegenheid naar het ministerie van Economische Zaken, Landbouw en Innovatie.

## Opheffing
Op 20 december 2011 besloot een meerderheid in de Tweede Kamer een motie van VVD, SP en PVV te ondersteunen om de PBO's op te heffen. De publieke taken konden volgens de kamermeerderheid overgeheveld worden naar het ministerie van Economische Zaken, Landbouw en Innovatie. Minister Kamp kon niet zeggen of het kabinet deze motie zou uitvoeren.
Ultimo 2012 maakten de VVD en PvdA hun regeerakkoord "Bruggen slaan" bekend. In dit akkoord stond dat de PBO's per eind 2013 opgeheven zouden worden en dat de heffing zou worden afgeschaft. De publieke taken van de productschappen werden ondergebracht bij het ministerie van Economische Zaken. Andere taken als voorlichting, promotie en belangenbehartiging kunnen voor eigen rekening door de schappen ook in de toekomst worden uitgevoerd.
Per 1 januari 2014 zijn de publiekrechtelijke taken van de agrarische productschappen voor de uitvoering van het Europese landbouwbeleid ondergebracht bij de Rijksdienst voor Ondernemend Nederland (RVO). Deze maatregel is genomen in het kader van het opheffen van de product- en bedrijfschappen per 1 januari 2015.